# Alhambra Nievas
Alhambra Nievas González (Beas de Granada, Granada, 9 de agosto de 1983) es una árbitro de rugby internacional, exjugadora de rugby y licenciada en Ingeniería de Telecomunicaciones. Durante los Juegos Olímpicos de Río 2016 arbitró la final de rugby femenino. Esa actuación y las de todo el año 2016 hicieron que la Federación Internacional (World Rugby) le reconociera con el título de Árbitro del año 2016, premio para el que ya había estado nominada en 2015. En verano de 2018 decidió dejar el arbitraje para dedicarse a la gestión del rugby desde la federación internacional World Rugby.

## Biografía
Alhambra Nievas es natural de Beas de Granada (Granada), si bien su vida ha transcurrido entre su localidad natal y las provincias de Almería y Málaga.
Su infancia y adolescencia la vivió en Almería, donde practicó todo tipo de deportes: fútbol, tenis, baloncesto, voleibol y karate. Málaga fue su destino a partir de la mayoría de edad, cuando se desplazó a la Costa del Sol para iniciar sus estudios como Ingeniera en Telecomunicaciones. Allí, en la Universidad de Málaga, se enamoró del rugby.

## Trayectoria deportiva

### Jugadora
Comenzó a jugar al rugby a los 19 años en el equipo de la Universidad de Málaga, del que fue capitana. Compitió como jugadora durante once temporadas, en las que llegó a disputar dos fases de ascenso a División de Honor (2011 y 2012). Además, se proclamó seis veces campeona de la Liga Andaluza y cinco veces de la Copa FAR. 
En 2005 y durante un período de tres años, Alhambra fue convocada por la selección española para participar en ocho concentraciones preparatorias. Debutó con España en 2006 en un partido del Torneo VI Naciones ante Inglaterra, celebrado en Madrid. Después llegaron dos internacionalidades más, con Francia y Escocia como rivales.
Alhambra empezó a compatibilizar en 2006 su papel de jugadora con el de árbitro. Siete años después, ya en la temporada 2012-2013, colgó las botas y eligió el silbato.

### Arbitraje
Alhambra Nievas es profesional del arbitraje internacional del rugby con dedicación plena. Comenzó su carrera como colegiada en 2006 y en 2012 tomó la decisión de dejar de jugar para centrarse en esta faceta. Su apuesta le salió bien, pues en sólo una década ya se ha proclamado mejor árbitro del Mundo, título que le concedió la Federación Internacional (World Rugby) en 2016. Alhambra culminó así un hito que rozó el año anterior, dado que fue nominada para este reconocimiento en 2015, junto con Nigel Owens y Jérôme Garcès.
Alhambra llegó al arbitraje internacional en 2012 pitando partidos de rugby a 7 femenino (acumula 99 partidos en las Series Mundiales). Su debut en Rugby XV fue en el estadio Eden Park en un Test Match entre Nueva Zelanda-Samoa, disputado antes de un partido de los 'All Blacks'. El mejor momento de su carrera deportiva hasta el momento se produjo en verano de 2016 en Río de Janeiro. Alhambra fue designada para pitar la primera final femenina de los Juegos Olímpicos entre Australia y Nueva Zelanda, cerrando la competición de rugby a siete en su vuelta a la competición olímpica.
Alhambra Nievas es uno de los nueve árbitros principales designadas para arbitrar el Mundial femenino de Rugby XV que se disputará en Irlanda en agosto de 2017. Alhambra ya estuvo en el Mundial XV, que tuvo lugar en 2014 en Francia. En aquella ocasión estuvo convocada como árbitra suplente, pero terminó pitando dos encuentros como árbitro reserva. Fue la primera mujer española en participar en un Mundial, una cita en la que sólo ha habido una presencia hispana previa, la del colegiado madrileño José Juega.  También ha sido la encargada de velar por las reglas de este deporte en cinco partidos del Torneo Seis Naciones desde la edición de 2015.
La granadina no sólo ha arbitrado partidos internacionales femeninos. En el Preolímpico masculino de 2016 en Mónaco, al que acudió como árbitro asistente, terminó pitando dos encuentros tras la lesión de un compañero. Además, en noviembre de 2016 fue la primera mujer en ejercer como asistente un 'test match Tier 2’ masculino en Anoeta (San Sebastián), dirimido entre las selecciones nacionales de Tonga y Estados Unidos.
En España, Nievas ha pitado en dos ocasiones (2014 y 2017) la final de la Copa del Rey masculina. Hasta ese momento. Paloma Loza e Itziar Díaz habían sido las únicas mujeres que habían arbitrado esta competición. Acumula más de 135 partidos como árbitra en categoría nacional, que dirige desde 2010.
Tras arbitrar en julio de 2018 su primera Copa del Mundo 'seven' femenino disputada en San Francisco (Estados Unidos) decidió dejar el arbitraje para dedicarse a la gestión desde World Rugby, la federación internacional.

## Premios y reconocimientos
- Nominada en 2015 en la categoría de arbitraje en los World Rugby Awards. Siendo la Primera mujer que opta a este premio.[18][19]
- Elegida mejor árbitro del mundo en 2016 en los World Rugby Awards.[20][21][22]
- Medalla de bronce de la Real Orden de Mérito Deportivo, distinción que concede el Gobierno a los mejores deportistas del año 2016.[23]
- Designada por el Consejo Superior de Deportes como embajadora española de la Semana Europea del Deporte de 2017, junto con Damián Quintero.[24]
- Medalla de Plata de la ciudad de Granada.[25]
- Premio Internacional Yo Dona 2018.[26]

## Promoción del Rugby

### Promoción del Rugby
- Colaboración con Iberdrola y la Federación Española de Rugby (FER, Mujer y Rugby).
- Cursos formación CNA-ENA (FER) y CAA (Federación Andaluza de Rugby)
- Charlas y formaciones con empresas-clubes.
- Entrevistas medios.
- Programas de televisión.

### Compromiso Social
- Torneo benéfico a favor de la lucha contra el Cáncer, organizado por el CDU Málaga (6 ediciones desde 2013)
- Madrina Rugby Inclusivo Cullera Rugby
- Madrina Club Rugby Ornitorrincos Granada.
- Colaboró activamente con Diseño Social EN+